# Massacre de Sobane-Kou
O Massacre de Sobane-Kou ocorreu em 10 de junho de 2019, quando a aldeia dogom de Sobane-Kou, no Mali, foi atacada. Moulaye Guindo, prefeito de Bankass, uma cidade vizinha, responsabilizou um grupo miliciano fula. O ataque matou 35 pessoas, um número revisado após uma alegação anterior de 95 mortos e 19 desaparecidos. Um sobrevivente declarou que os atacantes eram cerca de 50, dirigindo motos e picapes. O governo do Mali suspeita que terroristas tenham cometido o ataque.

## Antecedentes
Os fulas, que tradicionalmente são pastores, e os dogons, que são tradicionalmente agricultores, possuem uma disputa histórica sobre terras para pastagens e água, que foi exacerbada pela disseminação do jihadismo e da guerra civil no Mali. Os dogons acusam os fulas de apoiar a al-Qaeda e outros grupos terroristas que operam no Mali, enquanto os fulas acusam o Estado de patrocinar os dogons para atacá-los. A MINUSMA registrou 488 mortes de fulas em ataques por dogons e 63 mortes de dogons por ataques de fulas durante o período de 1 de janeiro a 16 de maio em Mopti e na Região de Segu. O mais mortífero foi o Massacre de Ogossagou. O Jama'at Nasr al-Islam wal Muslimin e Amadou Koufa prometeram retaliação pelos fulas.

## Ataque
O ataque a Sobane-Da começou em 9 de junho e continuou por sete horas. Os perpetradores vieram em motos e sitiaram a aldeia, matando pessoas e queimando casas. O chefe da aldeia, Gouno Dara, afirmou que os atacantes atiraram em todos que encontravam e repetidamente gritavam "Allahu Akbar". Dara acrescenta que eles incendiaram construções e roubaram animais domésticos antes de recuar. Uma fonte de segurança declarou que a aldeia havia sido praticamente arrasada. O pesquisador maliano Ousmane Diallo comentou que o ataque foi tipicamente jihadista.
Anteriormente, o governo havia fornecido um número provisório de mortos de 95 pessoas com base em alegações de alguns soldados e do prefeito do distrito. Dúvidas, no entanto, começaram a surgir sobre essa estimativa e uma contagem realizada pela força de proteção civil, pela equipe forense e o promotor público de Mopti confirmaram o número de 35 mortos, uma confusão que ocorreu em parte devido a cerca de cem mulheres que conseguiram escapar da aldeia, de acordo com um declaração divulgada pelo governo.